# Église Sainte-Marie-Madeleine de Villefranche-sur-Cher
L'Église Sainte-Marie-Madeleine est une église catholique située à Villefranche-sur-Cher, en France.

## Localisation
L'église est située dans le département français de Loir-et-Cher, sur la commune de Villefranche-sur-Cher.

## Historique
Elle est bâtie au XIIe siècle, au sein de la commanderie hospitalière de Villefranche .
L'édifice est classé au titre des monuments historiques en 1986.

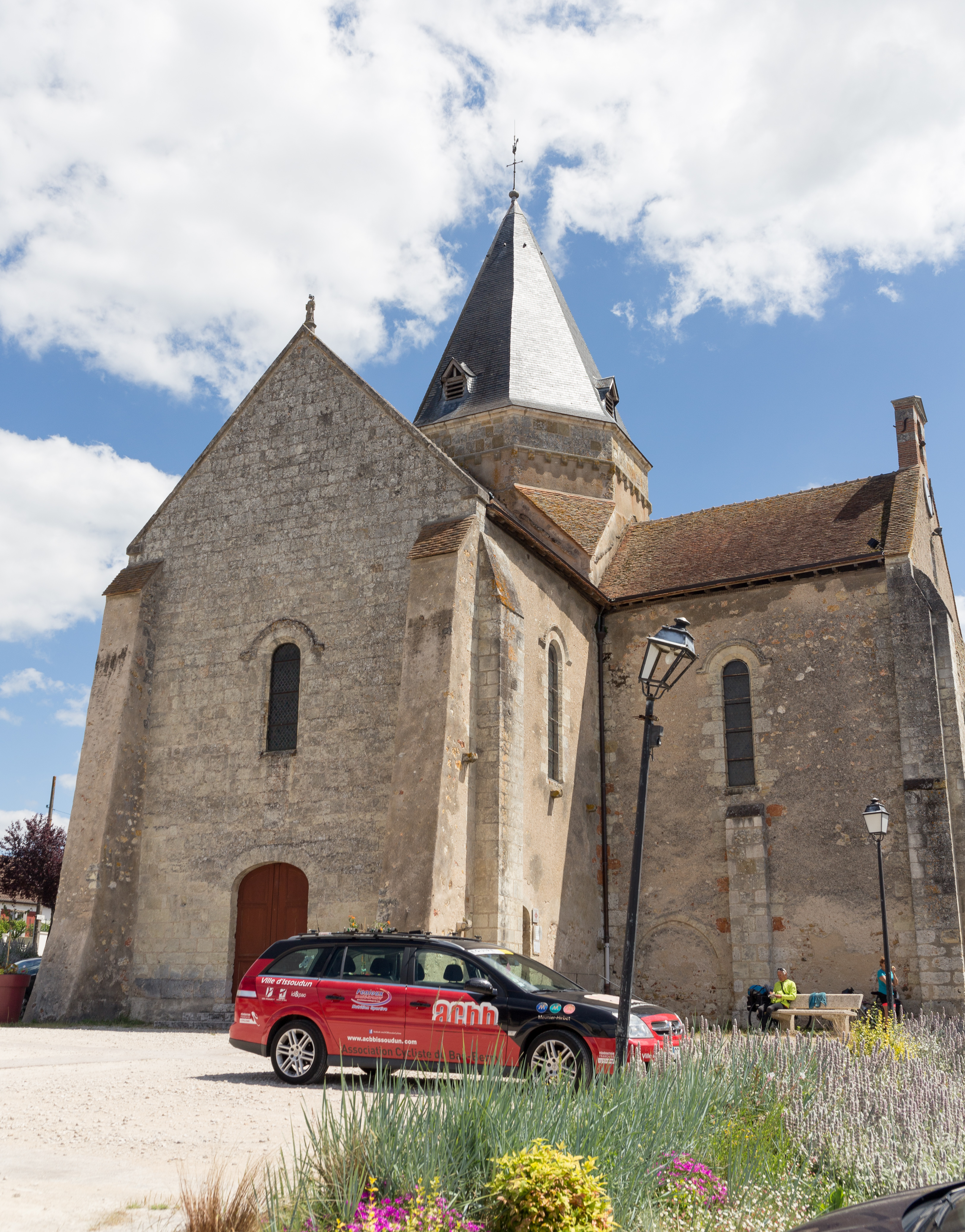
Façade ouest
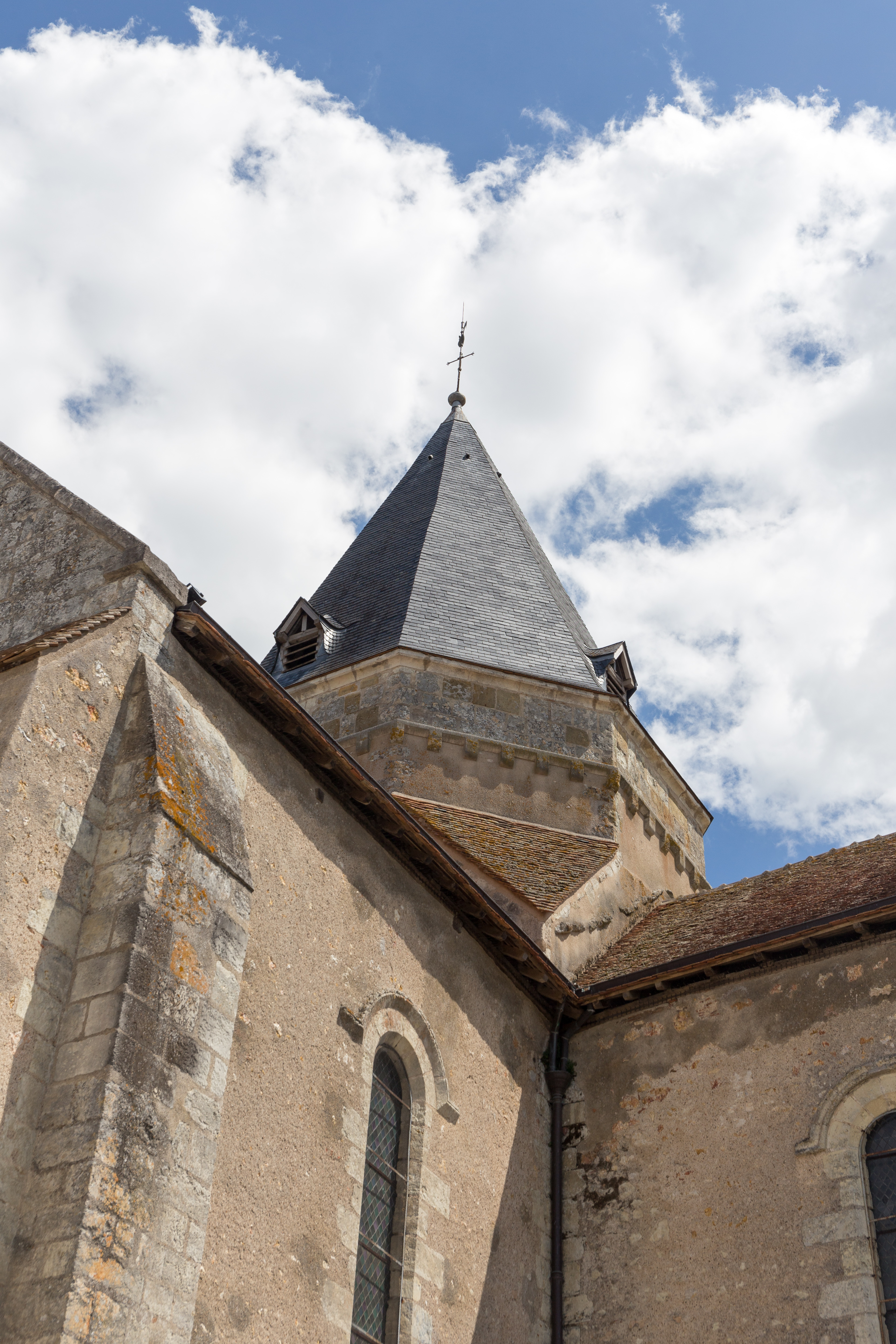
Clocher
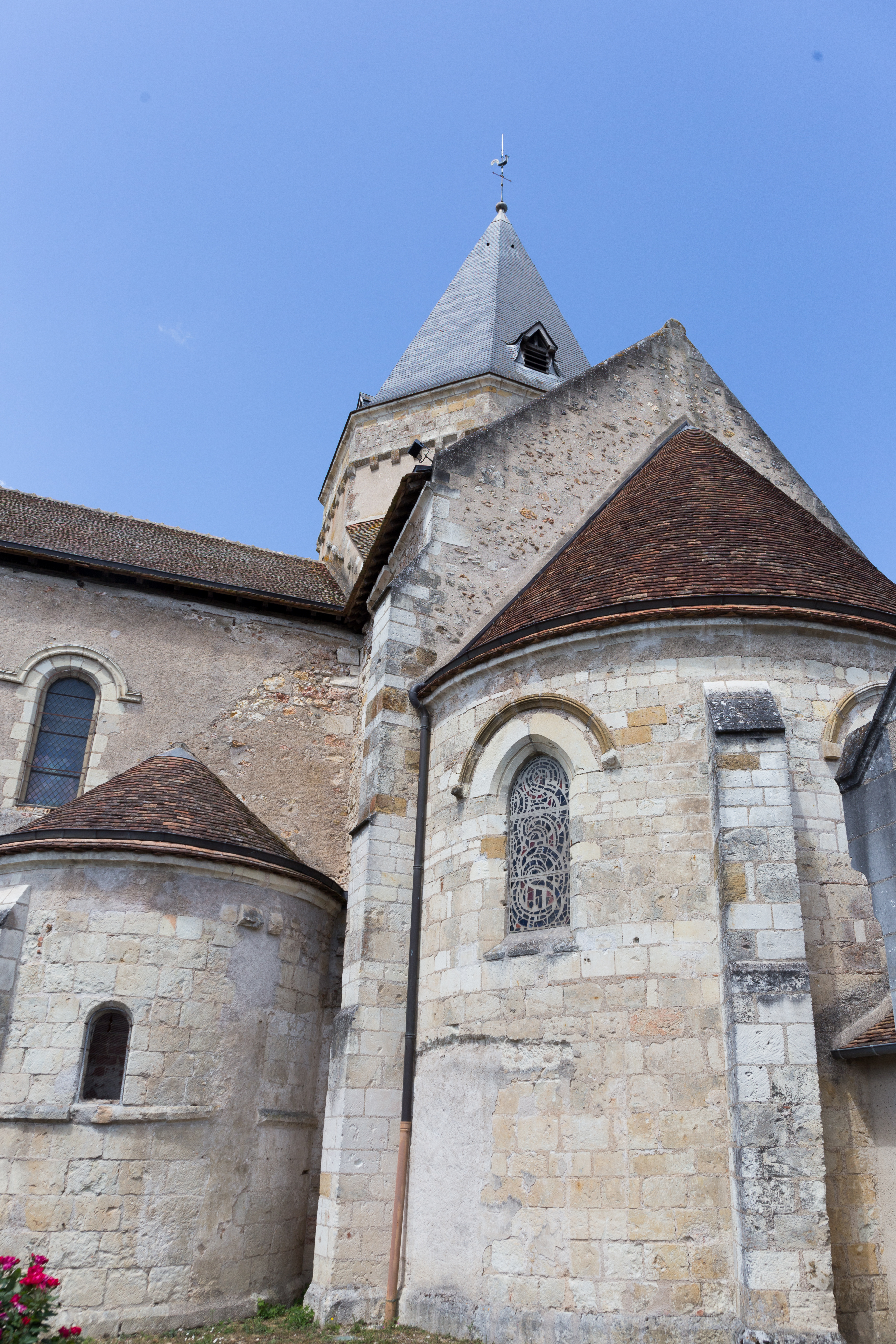
Le chevet
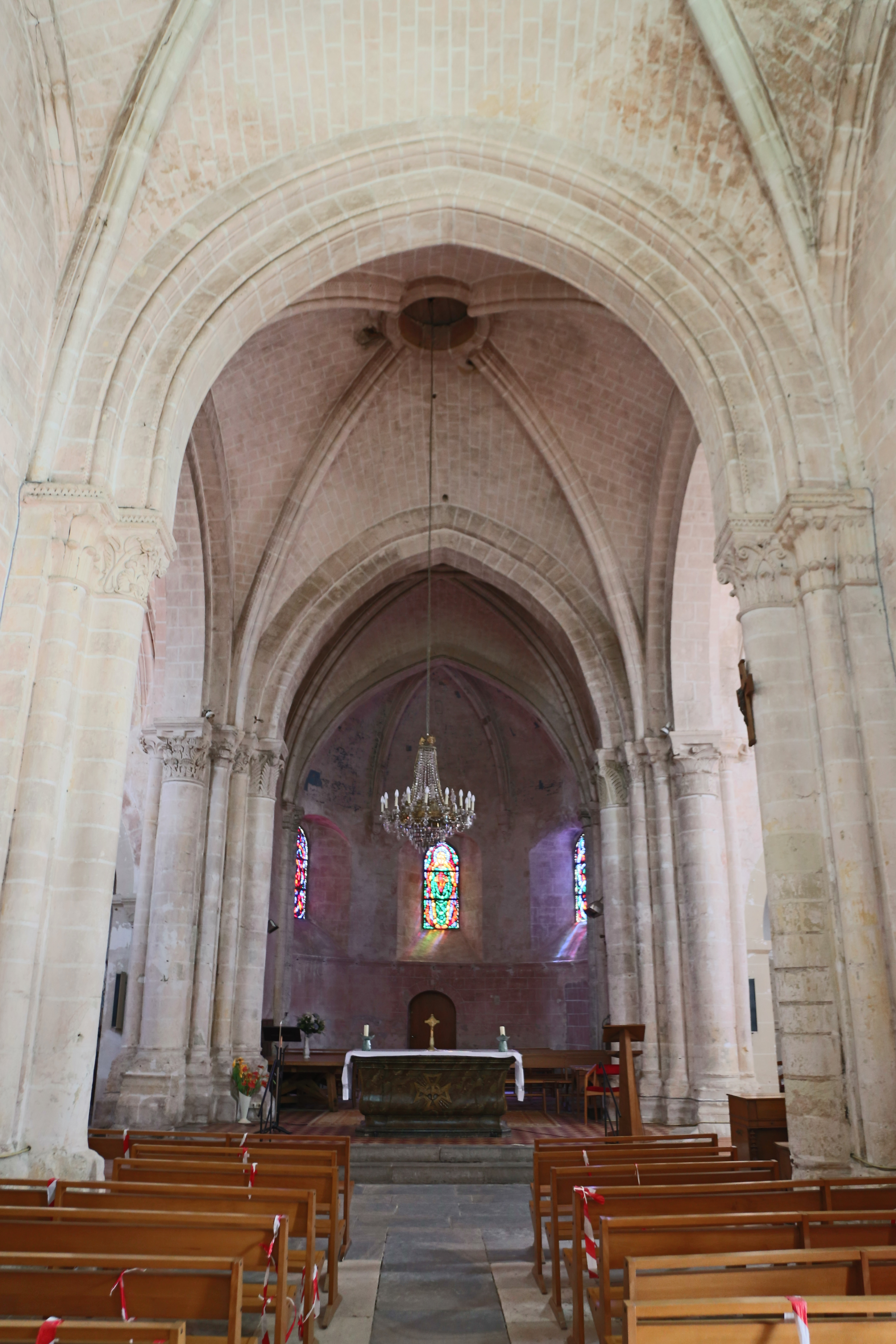
Le chœur
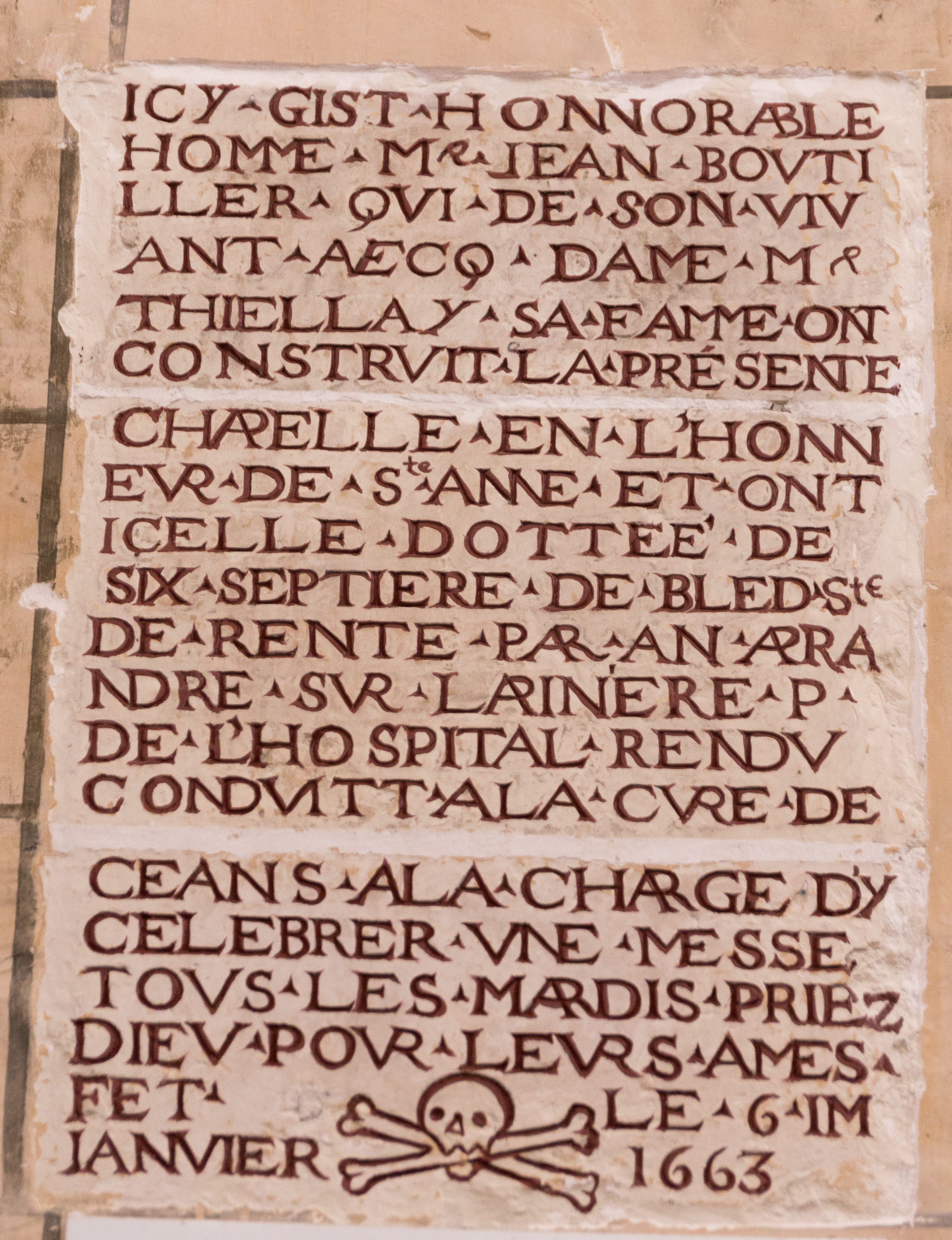
Épitaphe de Jean Boutiller et Dame Metheillay